# Hüseyin Doğan
Hüseyin Doğan (L'Aia, 22 gennaio 1994) è un calciatore olandese, attaccante dello SVV Scheveningen.

## Carriera

### Club
Cresciuto nel settore giovanile dello Sparta Rotterdam, ha esordito in prima squadra nel 2012 contro il Go Ahead Eagles.
Dopo essere rimasto svincolato dallo Sparta nel 2016, ha firmato un contratto con l'Oss in vista della stagione 2017-2018.
Il 29 luglio 2019, ha firmato un contratto con il NAC Breda. 
Il 29 marzo 2021, si è accasato ai tagiki dell'Istiklol firmando un contratto annuale, dopo aver svolto un provino con il club.

### Nazionale
Ha giocato nelle nazionali giovanili olandesi Under-18, Under-19 ed Under-20.

## Statistiche

### Presenze e reti nei club
Statistiche aggiornate al 23 settembre 2021.
| Stagione                | Squadra                 | Campionato              | Campionato | Campionato | Coppe nazionali | Coppe nazionali | Coppe nazionali | Coppe continentali | Coppe continentali | Coppe continentali | Altre coppe | Altre coppe | Altre coppe | Totale | Totale |
| Stagione                | Squadra                 | Comp                    | Pres       | Reti       | Comp            | Pres            | Reti            | Comp               | Pres               | Reti               | Comp        | Pres        | Reti        | Pres   | Reti   |
| ----------------------- | ----------------------- | ----------------------- | ---------- | ---------- | --------------- | --------------- | --------------- | ------------------ | ------------------ | ------------------ | ----------- | ----------- | ----------- | ------ | ------ |
| 2012-2013               | Sparta Rotterdam        | 1D                      | 1          | 0          | CO              | 0               | 0               |                    | -                  | -                  |             | -           | -           | 1      | 0      |
| 2013-2014               | Sparta Rotterdam        | 1D                      | 16         | 0          | CO              | 1               | 0               |                    | -                  | -                  |             | -           | -           | 17     | 0      |
| 2014-2015               | Sparta Rotterdam        | 1D                      | 27         | 3          | CO              | 1               | 1               |                    | -                  | -                  |             | -           | -           | 28     | 4      |
| 2015-2016               | Sparta Rotterdam        | 1D                      | 4          | 0          | CO              | 0               | 0               |                    | -                  | -                  |             | -           | -           | 4      | 0      |
| Totale Sparta Rotterdam | Totale Sparta Rotterdam | Totale Sparta Rotterdam | 48         | 3          |                 | 2               | 1               |                    | -                  | -                  |             | -           | -           | 50     | 4      |
| 2017-2018               | TOP Oss                 | 1D                      | 31         | 4          | CO              | 1               | 0               |                    | -                  | -                  |             | -           | -           | 32     | 4      |
| 2018-2019               | TOP Oss                 | 1D                      | 36         | 21         | CO              | 1               | 0               |                    | -                  | -                  |             | -           | -           | 37     | 21     |
| Totale Oss              | Totale Oss              | Totale Oss              | 67         | 25         |                 | 2               | 0               |                    | -                  | -                  |             | -           | -           | 69     | 25     |
| 2019-2020               | NAC Breda               | 1D                      | 18         | 5          | CO              | 2               | 1               |                    | -                  | -                  |             | -           | -           | 20     | 6      |
| 2020-mar. 2021          | NAC Breda               | 1D                      | 14         | 3          | CO              | 1               | 0               |                    | -                  | -                  |             | -           | -           | 15     | 3      |
| Totale NAC Breda        | Totale NAC Breda        | Totale NAC Breda        | 32         | 8          |                 | 3               | 1               |                    | -                  | -                  |             | -           | -           | 35     | 9      |
| 2021                    | Istiklol                | VL                      | 3          | 0          |                 | -               | -               | ACL                | 3                  | 0                  |             | -           | -           | 6      | 0      |
| 2021-2022               | TOP Oss                 | 1D                      | 0          | 0          | CO              | 0               | 0               |                    | -                  | -                  |             | -           | -           | 0      | 0      |
| Totale carriera         | Totale carriera         | Totale carriera         | 149        | 36         |                 | 7               | 1               |                    | 3                  | 0                  |             | -           | -           | 159    | 37     |

## Palmarès

### Club

#### Competizioni nazionali
- Eerste Divisie: 1

Sparta Rotterdam: 2015-2016